# Géochore
Un géochore (du grec ancien γῆ « la terre » et χώρα « zone », « région » ou « emplacement ») est une zone géographique relativement vaste ayant des caractéristiques paysagères homogènes. C'est une subdivision d'un géome ou région naturelle. Cette notion est apparue dès 1908 dans les classifications du géographe Albrecht Penck.
C'est un terme utilisé dans la « science du paysage » soviétique développée par Viktor Sotchava à l'université d'Irkoutsk dans les années 1960. Un géochore est un géosystème, un modèle d'organisation de systèmes spatio-temporels où le développement socio-économique de l'homme s'inscrit dans le développement naturel de l'environnement. Après 1970, le concept et le terme de géosystème ont pratiquement supplanté celui de paysage, dans la géographie russe.
Les géochores consistent en une mosaïque d'unités spatiales qui peuvent être classées hiérarchiquement :
- un nanogéochore ou nanochore est la plus petite unité spatiale, de niveau stationnel. Leur superficie dépend de leurs caractéristiques propres ou du but de leur classification, mais ils peuvent ne couvrir que quelques hectares.
  - par exemple, l'Ameisenberg près d'Oybin est un nanochore faisant partie du microgéochore des blocs rocheux d'Oybin

- un microgéochore est une petite unité spatiale couvrant une surface moyenne de 12 km2. Il forme un paysage homogène d'après son origine géologique, son élévation topographique, la nature de son substrat, de son terrain et de ses artéfacts ainsi que la dynamique de son relief. Ils représentent des exemples parlants de la façon dont l'histoire topographique et géologique affecte la morphologie du paysage.  
  - un exemple en sont les blocs rocheux d'Oybin ou le lac (et ancienne mine) de Cospuden

- Un mésogéochore est un ensemble de microgéochores qui ont en commun des caractéristiques climatiques ou topographiques comme des montagnes, des collines ou des vallées datant des glaciations du Pléistocène
  - un exemple en sont les Monts de Zittau ou les mines de Markkleeberg

- Un macrogéochore sont les plus grandes unités de paysage partageant des critères géologiques, climatiques et floristiques (Végétation naturelle potentielle) communes, au-delà desquelles on passe à des échelles régionales, zonales ou continentales dont les entités échappent à la science du paysage.
  - un exemple en sont les Monts de Lusace ou le bassin minier du Sud-Lipsien